# Friedrich Kühnen
Friedrich Kühnen (* 12. Mai 1858 in Brühl bei Köln; † 8. Januar 1940 in Münster) war ein deutscher Geodät.
Er studierte Mathematik, Physik und Geodäsie in Bonn, Paris, Göttingen, Berlin, Genf und Marburg, wo er 1888 promoviert wurde. Er war dann Assistent, bis er 1891 von Friedrich Robert Helmert als Hilfsrechner an das Geodätische Institut Potsdam berufen wurde. 1897 wurde er Observator und von 1919 bis 1923 Abteilungsvorsteher, Professor und Geheimer Regierungsrat.
Von 1899 bis 1904 bestimmte er zusammen mit dem Assistenten Philipp Furtwängler mittels Reversionspendeln die Größe der Schwerkraft in Potsdam. Die Ergebnisse der gravimetrischen Messungen wurden kurze Zeit später zur Festlegung des Potsdamer Schweresystems genutzt.
Er arbeitete an Nivellementzügen in Europa.
Für das Geodätische Institut konstruierte er einen Komparator zur Eichung von Maßstäben und stellte die Berechnung für die Gezeitenrechenmaschine auf.

## Veröffentlichungen
- Ueber die Galois'sche Gruppe der Gleichung 27. Grades, von welcher die Geraden auf der allgemeinen Fläche dritter Ordnung abhängen; Marburg, Universitätsbuchdruckerei (C.L. Pfeil) 1888. ; Dissertation: Inaug.-diss.--Marburg
- Bestimmung der absoluten Grösse der Schwerkraft zu Potsdam mit Reversionspendeln; mit Furtwängler; Berlin, P. Stankiewicz, 1906
- Die Neumessung der Grundlinien bei Strehlen, Berlin und Bonn ausgef. durch d. geodätische Institut; mit Richard Schumann; Stankiewicz, 1897
- Das Mittelwasser der Ostsee bei Travemünde, Marienleuchte, Wismar, Warnemünde, Arkona, Swinemünde, Pillau, Memel, und das Mittelwasser der Nordsee bei Bremerhaven in den Jahren 1898-1910; Stankiewicz, 1916